# Salh (huyện)
Huyện Salh là một huyện thuộc tỉnh Ta`izz, Yemen. Đến thời điểm năm 2003, huyện này có dân số 198169 người